# Банда 10-й и Орегон-авеню
Банда 10-й и Орегон-авеню (англ. 10th & Oregon Crew или 10th & O Gang) — преимущественно итальянско-американская организованная преступная группа, действующая в Филадельфии (штат Пенсильвания). Активна с 1960-х годов, банда тесно связана с итало-американской преступной семьёй Филадельфии, но независима от неё. В основном действует в Южной Филадельфии и некоторых рабочих итало-американских кварталах в соседнем Южном Джерси.

## История
Название банды, основанной в 1960-х годах, происходит от района пересечения 10-й стрит и Орегон-авеню в Южной Филадельфии. Первым лидером банды был Рокко Турра, профессиональный преступник из Южной Филадельфии и силовик профсоюза водителей. В августе 1967 года Рокко Турра был оправдан вместе с будущим капо филадельфийской семьи Джозефом «Чики» Чианкаглини-старшим в убийстве Роберта ДеДжорджа.
В 1995 году Луи Турра — лидер Банды 10-й и Орегон-авеню, занимавшейся торговлов марихуаной, кокаином и героином, а также незаконными ставкам на спорт — был жестоко избит по приказу босса филадельфийской семьи Джоуи Мерлино, якобы за неуплату уличного налога мафии на незаконные доходы банды. Возмущенный избиением, Турра решил отомстить. Его отец, Энтони Турра, устроил встречу в своем доме, во время которой Энтони, Луи и члены банды обсудили убийство Мерлино. Заговор не осуществился, поскольку в августе 1997 года обоим Турра вместе с тринадцатью другими бандитами были предъявлены обвинения в наркоторговле, убийстве одного информатора и покушении на убийство другого, а также в заговоре с целью убийства Мерлино. В ожидании суда Луи Турра повесился (хотя есть предположение, что на самом деле он был убит мафией) в нью-йоркском исправительном центре на Манхэттене 7 января 1998 года. 18 марта того же 1998 года Энтони Турра — неизлечимо больной раком и передвигавшийся в инвалидной коляске — был застрелен преступником в чёрной лыжной маске возле своего дома, направляясь в здание федерального суда, где присяжные рассматривали дело о рэкете и наркотиках против него и четырёх других мужчин. «Мы считаем это убийством по заказу организованной преступности, нападением мафии», — заявил инспектор полиции Джеррольд Кейн. Большинство других обвиняемых были осуждены за рэкет. Три года спустя Мерлино предстал перед судом за помощь в организации убийства Энтони Турры, но был оправдан.
Спор между Бандой 10-й и Орегон-авеню и аутло-мотоклубом Pagans MC по поводу торговли наркотиками и ростовщичества начался в конце 1990-х. 28 февраля 1999 года байкеры «Язычников» избили пятерых членов банды в баре, принадлежащем Юджину Миллеру, который возглавил остатки организации после смерти Луи Турры. Сам Миллер тоже был избит, а также ранен в ногу и ягодицы. Джоуи Мерлино попытался примирить враждующие банды, которые являлись союзниками его семьи, в частности, Мерлино дружил со Стивом «Гориллой» Мондеверджином, президентом клуба Pagans MC, и иногда использовал «язычников», чтобы урегулировать споры преступного мира. Весной 1999 года он организовал встречу Мондеверджина и ведущего члена Банды 10-й и Орегон-авеню Джонни «Шляпа» Хендри. Однако соглашение о мире не было достигнуто, и 29 августа 1999 года на Мондеверджина было совершено когда он шёл из бара к дому своей матери. Главарь байкеров отказался назвать нападавшего полиции.
28 февраля 2000 года член Банды 10-й и Орегон-авеню Никодемо «Ловкий Никки» ДиПьетро застрелил Тэда Райс-Грина, за что позднее был признан виновным в убийстве первой степени и приговорён к пожизненному заключению.
3 ноября 2000 года Мондеверджин дважды выстрелил в Хендри, когда тот выходил из закусочной, но оба раза промахнулся. В тот же день Мондеверджин был арестован недалеко от места стрельбы полицией и агентами ФБР, которые вели наблюдение в этом районе. В январе 2001 года он был осуждён за рэкет и отбыл трехлетний срок.
После дальнейших конфликтов с филадельфийской мафией и язычниками лидеры Банды 10-й и Орегон-авеню временно переехали в городок Дептфорд в Нью-Джерси, позднее вернулившись в Южную Филадельфию. В июне 2002 года трое соучастников семьи Филадельфии были избиты до потери сознания членами банды после словесной перепалки в одном из баров Южной Филадельфии.
Эндрю Микали, бывший член Банды 10-й и Орегон-авеню, покинувший её после спора с лидерами Джонни Гарбарино и Юджином «Джини-боем» Миллером, 27 февраля 2009 года был приговорён к пяти годам тюремного заключения за соучастие в управлении сетью букмекерских контор филадельфийской мафии, которая работала в покер-руме Borgata Hotel Casino в Атлантик-Сити. Игорная сеть была ликвидирована в ноябре 2007 года после операции High Roller, расследования, проведённого полицией штата и Управлением уголовного правосудия, в котором участвовали одиннадцать других правоохранительных органов штатов Нью-Джерси и Пенсильвания.

## Преступная деятельность
Занимаясь торговлей наркотиками, незаконными азартными играми, вымогательством и рэкетом ростовщиков, Банда 10-й и Орегон-авеню использует ряда таверн, баров, ресторанов и социальных клубов в Южной Филадельфии. В разное время банда то тесно сотрудничала с преступной семьёй Филадельфии, то жестоко враждовала с ней. В частности, банда установила партнёрские отношения с бандой Нардуччи, также связанной с филадельфийской мафией.